# Pedro Guerra

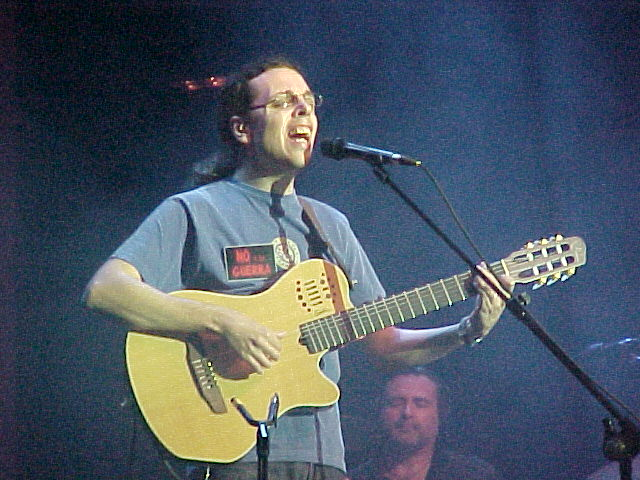
Pedro Guerra

Pedro Manuel Guerra Mansito (* 2. Juni 1966 in Güímar, Teneriffa) ist ein spanischer Liedermacher von den Kanarischen Inseln. Sein Stil ist geprägt von kanarischer Folklore ebenso wie moderner Musik, lateinamerikanischer und nordafrikanischer Musik.

## Biografie
Pedro Guerra ist der Sohn von Pedro Guerra Cabrera, dem ersten Präsidenten des Parlaments der Kanaren. Er studierte Gitarre am Conservatorio Superior de Música de Tenerife. Mit 16 Jahren begann er, bei verschiedenen Festen auf der Insel aufzutreten. Mit 18 Jahren zog er in die Universitätsstadt San Cristóbal de La Laguna, wo er die Liedermacher Andrés Molina, Rogelio Botanz und Marisa Delgado kennenlernte, mit denen er 1985 Taller Canario de Canción bildete. Marisa verließ die Gruppe im folgenden Jahr.
1993 zog er nach Madrid und startete seine Solokarriere. Als Musiker und Komponist arbeitete er unter anderem mit Ana Belén, Víctor Manuel, Joaquín Sabina, Javier Álvarez, Paloma San Basilio, Amistades Peligrosas und der Gruppe Cómplices zusammen. 1995 gab er sein erstes Soloalbum Golosinas heraus.
Für sein Album Mararía (1998) wurde er von der Academia de las Artes y las Ciencias Cinematográficas de España nominiert und gewann als Mejor Banda Sonora de Obra Cinematográfica de los Premios de la Música, die jährlich von der Sociedad General de Autores y Editores (S.G.A.E.) und der Sociedad de Artistas, Intérpretes o Ejecutantes (A.I.E.) ausgezeichnet wird.
Bei den Wahlen zum Europaparlament 2005 unterstützte er die Kampagne von Izquierda Unida.

## Diskografie

### Mit Taller Canario
- 1985: Nueva Canción Canaria
- 1987: Trapera
- 1988: Identidad
- 1989: A por todas
- 1991: Rap a duras penas

### Soloalben
- 1995: Golosinas
- 1997: Tan cerca de mí (ES: Platin)[2]
- 1998: Mararía
- 1999: Raíz (ES: Platin)
- 2001: Ofrenda (ES: Gold)
- 2002: Hijas de Eva
- 2003: La palabra en el aire (Pedro Guerra y Ángel González)
- 2004: Bolsillos (Pedro Guerra)
- 2008: Vidas
- 2011: El mono espabilado
- 2013: 30 años
- 2016: 14 de ciento volando de 14
- 2016: Arde Estocolmo
- 2018: #Golosinas2018
- 2021: El viaje

### Singles
- 2021: Para Aute: Pasaba por Aquí (Joaquín Sabina feat. Rozalén, Marwan, Pedro Guerra, Carlos Rivera, Xoel López, Ismael Serrano, Jorge Drexler, Dani Martín, Estopa, Vanesa Martín, Silvio Rodríguez & Abel Pintos, ES: Gold)